# Championnat du Zimbabwe d'échecs
Le championnat du Zimbabwe d'échecs est la compétition qui permet de désigner le meilleur joueur d'échecs du Zimbabwe.

## Vainqueurs
| Année | Vainqueur       | Championne féminine    |
| ----- | --------------- | ---------------------- |
| 1997  | Robert Gwaze    |                        |
| 2011  | Rodwell Makoto  | Colletta Wakuruwarehwa |
| 2013  | Gillan Bwalya   |                        |
| 2015  | Rodwell Makoto  | Colletta Wakuruwarehwa |
| 2016  | Dion Moyo       |                        |
| 2017  | Jemusse Zhemba  | Padaishe Zengeni       |
| 2018  | Emerald Mushore |                        |
| 2019  | Jemusse Zhemba  | Refiloe Mudodo         |
| 2024  | Emarald Mushore | Elisha Chimbamu        |